# Swifties

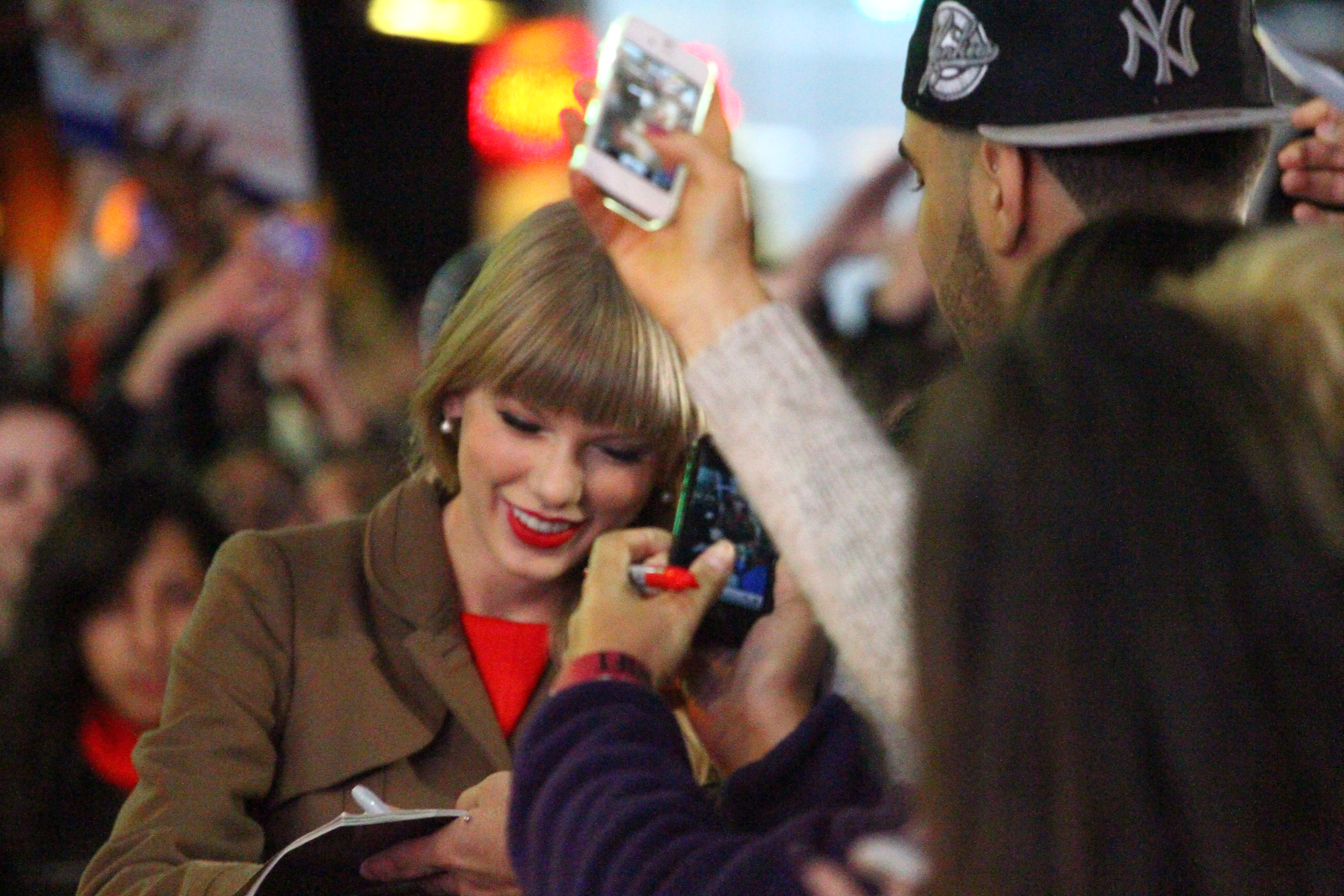
Swift tương tác thân thiện với các Swifties đang đứng bên ngoài trụ sở Good Morning America tại thành phố New York vào năm 2012

Swifties là cộng đồng người hâm mộ của ca sĩ kiêm nhạc sĩ sáng tác bài hát người Mỹ Taylor Swift. Đây là cộng đồng mà được nhiều nhà báo cho là một trong những lực lượng fan hâm mộ lớn nhất và nhiệt tình nhất thế giới. Swifties còn nổi tiếng nhờ vào hoạt động sôi nổi cùng nữ ca sĩ thần tượng, sáng tạo, giao lưu cộng đồng và độ cuồng tín rất cao, do đó họ thường hay được đưa tin rộng rãi trên các phương tiện truyền thông đại chúng.
Các nhà phê bình cho rằng Swift đã tái định nghĩa mối quan hệ giữa nghệ sĩ và cộng đồng người hâm mộ nhờ vào việc nữ ca sĩ luôn luôn gắn bó thân thiện với các Swifties. Swift đã thường xuyên tương tác, giúp đỡ, trao từ thiện, bày tỏ biết ơn và ưu tiên quyền lợi người hâm mộ của mình nhất. Đáp lại, người hâm mộ của cô luôn sẵn sàng bày tỏ ủng hộ mạnh mẽ và quan tâm đến toàn bộ sản phẩm ca hát của cô ở mức độ chưa từng có, mặc kệ mọi sự tranh cãi của cô trên truyền thông. Không chỉ thế, Swifties còn ủng hộ, bảo vệ và bênh vực thần tượng của mình trong quá trình chuyển đổi thể loại âm nhạc, thay đổi nghệ thuật bất thình lình. Họ đã giúp đỡ động viên Swift vượt qua những tranh cãi rộng rãi như vấn đề quyền sở hữu âm nhạc năm 2019, tạo động lực thúc đẩy chính trị sau vụ việc Ticketmaster dẫn đến nhiều luật pháp được ban hành, kèm theo kích thích tăng trưởng nền kinh tế bằng tác động của chuyến lưu diễn The Eras Tour. Vốn là một người lừng danh trong việc ẩn ý, Swift đã chèn các easter egg và manh mối vào quá trình hoạt động âm nhạc, quảng bá và thời trang của bản thân và đã thu hút Swifties tham gia giải mã và tìm tòi. Đây là kiểu văn hóa xây dựng thế giới nằm trong vũ trụ âm nhạc của nữ ca sĩ.
Swifties đã tác động đến ngành công nghiệp âm nhạc trên nhiều mặt khác nhau. Họ đã tự vẽ nên chỗ đứng cho riêng họ tại văn hóa đại chúng và được trao nhiều giải thưởng. Nhiều bài nghiên cứu phân tích về mặt văn hóa khác nhau đã cho rằng Swifties là cộng đồng được quan tâm, một tiểu văn hóa và cận metaverse. Các học giả đã nghiên cứu Swifties về chủ nghĩa tiêu dùng, sáng tạo nội dung, vốn xã hội, hiện tượng sôi nổi theo tập thể, năng suất tổ chức và quan hệ nhân sinh. Dẫu vậy, nhiều thành phần trong lực lượng fan hâm mộ đã bị chỉ trích vì xâm phạm đời tư của Swift, tụ tập vây quanh ở những nơi có mặt nữ ca sĩ, và bắt nạt trên mạng những người dùng Internet hay người nổi tiếng nào nói xấu Swift. Thuật ngữ Swiftie(s) đã được đưa vào Từ điển tiếng Anh Oxford vào năm 2023.

## Lịch sử
Taylor Swift bắt đầu sáng tác, thu âm và phát hành nhạc đồng quê vào năm 2006. Trước thời điểm phát hành đĩa đơn đầu tay "Tim McGraw" (2006), Swift đã biết cách sử dụng trang mạng xã hội. Cô là một trong những ca sĩ hát nhạc đồng quê đầu tiên tận dụng Internet để làm công cụ tiếp thị âm nhạc và quảng bá bản thân (trên Myspace) và giao lưu kết nối với người yêu thích âm nhạc của cô được phát trên trạm phát thanh. Swift đã tạo tài khoản MySpace của cô vào ngày 31 tháng 8 năm 2005, một ngày trước khi tài khoản hãng đĩa sau này Big Machine Records của cô được tạo ra. Các bài hát của Swift trên MySpace đã thu hút hơn 45 triệu lượt nghe, khiến cho CEO hãng đĩa Scott Borchetta phải đi thuyết phục các đài phát thanh đồng quê "mang bản tính đa nghi" về đối tượng khán giả yêu thích bài hát của Swift.
Swift phát hành album phòng thu đầu tay cùng tên tuổi của bản thân tại Hoa Kỳ vào tháng 10 năm 2006. Nhạc phẩm đã bán được 40.000 bản trong tuần đầu, rồi trở thành một sleeper hit nhờ vào doanh số bán hàng ổn định qua thời gian, và chạm đến triệu bản vào tháng 11 năm 2007. Taylor Swift thu về lượt tiêu thụ cao nhất trong tuần vào tháng 1 năm 2008 với 187.000 bản. Sức thành công của nhạc phẩm sleeper hit đã khiến cho Swift nhanh chóng nổi tiếng trong và vượt ra ngoài bối cảnh làng nhạc đồng quê. Taylor Swift dành ra 24 tuần đứng đầu bảng xếp hạng Top Country Albums Hoa Kỳ và trở thành album trụ hạng lâu nhất thập kỷ 2000 tại bảng xếp hạng toàn thể loại Billboard 200. Album kế tiếp Fearless được Swift cho phát hành vào tháng 11 năm 2008 và trở thành album bán chạy nhất năm 2009. Đĩa nhạc gặt hái thành công vang dội trên thị trường quốc tế ngoài vùng văn hóa tiếng Anh, mà những nơi ấy thì thể loại nhạc đồng quê kiểu Mỹ lại không mấy phổ biến. Các đĩa đơn "Love Story" và "You Belong with Me" trở thành bài hát đồng quê thành công trên trạm phát thanh nhạc pop, đưa Swift trở nên nổi tiếng và mở rộng lượng khán giả của cô nhiều hơn nữa. Thành công đó đã tạo dựng được lượng người hâm mộ dành riêng cho Swift ở các thị trường nước ngoài như Vương quốc Anh, Ireland, Brasil và Đài Loan. Những album tiếp theo đầy tính thử nghiệm, pha trộn nhiều thể loại nhạc pop, rock, điện tử, folk và alternative của Swift đã góp phần mở rộng ranh giới người hâm mộ và làm đa dạng nhiều thành phần người nghe trong âm nhạc của cô.

### Từ nguyên
Từ "Swiftie" dùng để chỉ fan hâm mộ của Swift đã trở nên nổi tiếng từ cuối thập niên 2000. Đây là từ ghép giữa tên Swift với hậu tố "ie" (hoặc đôi khi "y" trong "Swifty"), trong tiếng Anh thì những từ mang hậu tố này có chức năng tí hon hóa, thể hiện ý nghĩa yêu thương. Swift phỏng vấn với Vevo vào năm 2012 và bảo rằng câu chuyện fan của cô tự gọi chính họ là "Swifties" trông thật "đáng yêu". Swift đã đăng ký thuật ngữ này làm thương hiệu vào tháng 3 năm 2017. Năm 2023, Từ điển tiếng Anh Oxford đã xếp Swiftie thuộc từ loại danh từ và thuật ngữ này có nghĩa là "một người hâm mộ nhiệt tình của ca sĩ Taylor Swift." Cũng theo từ điển, những từ thường kết hợp với Swiftie thành cụm đi chung (Collocation) là "fandom", "die-hard", "hardcore" và "self-proclaimed". Theo trang Dictionary.com, thuật ngữ Swiftie thường có nghĩa là "một người hâm mộ rất cuồng nhiệt và trung thành, trái ngược với việc chỉ là một người nghe bình thường."

## Mối quan hệ với thần tượng

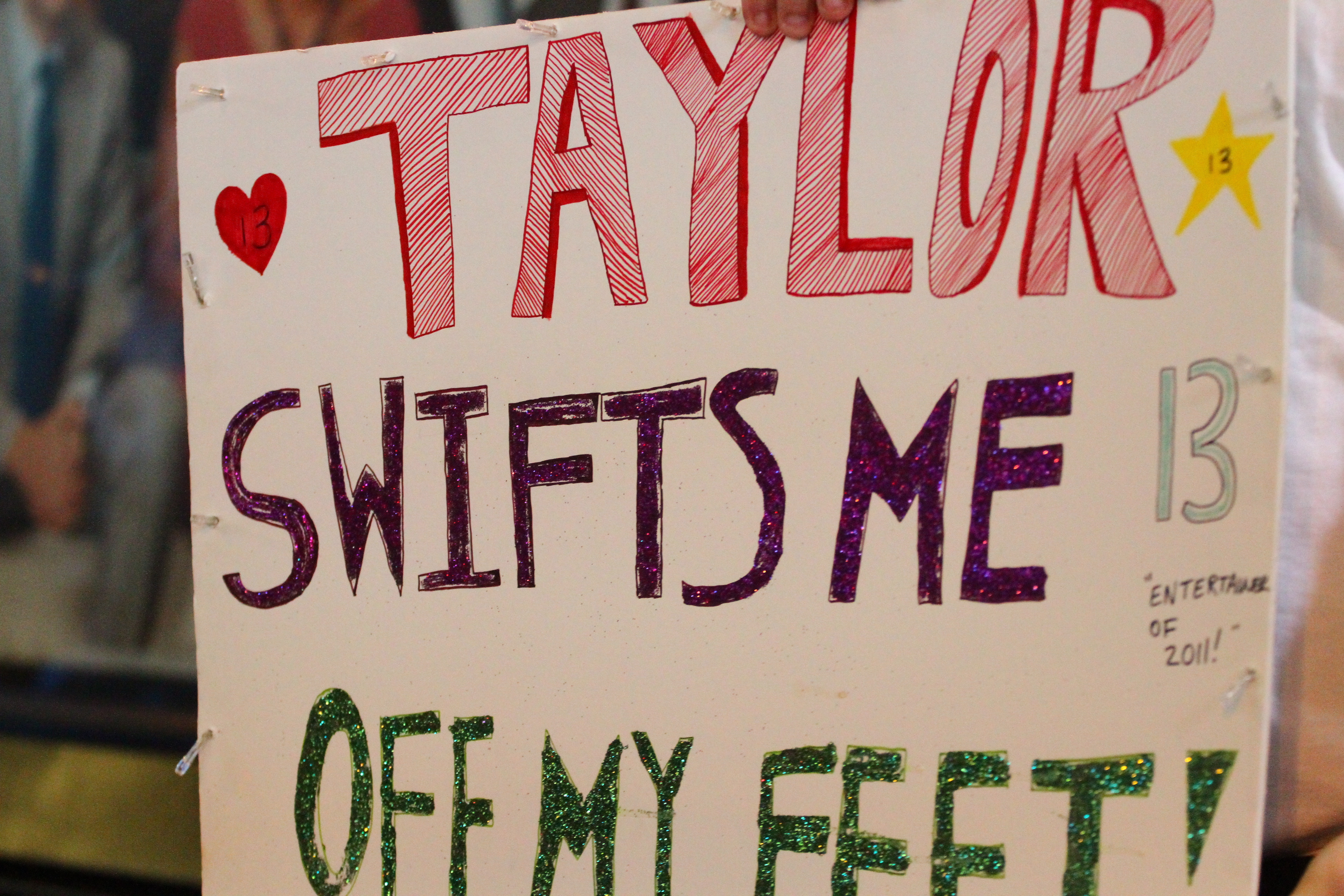
Một tấm áp phích hâm mộ do một Swiftie sáng tạo

Swift là một ca-nhạc sĩ luôn luôn giữ tương tác vui vẻ thân thiết với những người hâm mộ Swifties. Bên cạnh đó, nhiều nhà báo cho rằng Swifties là nguyên nhân dẫn đến ảnh hưởng về mặt văn hóa của nữ ca sĩ. Theo The Washington Post, Swift và Swifties chính là mối quan hệ "một nhóm chơi thân trong đó có một người là bạn đáng quý nhất". The New York Times cho biết, nữ ca sĩ đã "cách mạng hóa" (tức là thay đổi làm mới) mối quan hệ mà người nổi tiếng có thể có với những người hâm mộ. Nhiều người hâm mộ cảm thấy gắn bó với Swift là do họ "đã trưởng thành cùng cô ấy và âm nhạc của cô ấy." Lora Kelley bên The Atlantic bảo rằng, Swift là người "thấu hiểu sức mạnh của kinh nghiệm hoạt động cùng với nhóm người [ủng hộ cô ấy]." Đối với một nghệ sĩ tầm cỡ toàn cầu như Swift thì việc cô vẫn còn giữ thân thiết quan tâm với người hâm mộ được cho là chỉ có một trên đời. Swift luôn sẵn sàng tương tác với Swifties trên mạng xã hội, cho họ quà tặng, tự tay mời họ đến những buổi hòa nhạc thân mật hoặc họp mặt, bất ngờ ghé thăm, tham dự một số hoạt động kỷ niệm của Swifties (như đám cưới và tiệc của cô dâu trước khi lên xe hoa) và phát vé miễn phí cho các fan hâm mộ kém may mắn hoặc bị lâm bệnh nặng. Thói quen theo dõi hoạt động người hâm mộ trên mạng của Swift được Swifties gọi là "Taylurking".
Tháng 6 năm 2010, Swift đã tổ chức buổi họp mặt kéo dài 13 tiếng thuộc một phần của lễ hội CMA tổ chức tại Nashville, Tennessee. Năm 2014, 2017 và 2019, cô tổ chức các buổi tiệc nghe nhạc "Secret Sessions" trước khi phát hành album dành cho người hâm mộ tại nhà cô và một sự kiện giáng sinh năm 2014 được fan đặt tên là "Swiftmas". Khi đó, Swift đích thân gửi từng gói quà giáng sinh sớm cho người hâm mộ và tự tay trao cho một số người may mắn. Swift đã từng viết nhạc nhằm bày tỏ niềm yêu quý với người hâm mộ chẳng hạn như "Long Live" (2010) và "Ronan" (2012). "Ronan" là một bài hát từ thiện nói về con trai bốn tuổi của một người hâm mộ đã qua đời vì căn bệnh u nguyên bào thần kinh. Năm 2023, nữ ca sĩ đã mời 2.200 người hâm mộ trên thế giới đến thưởng thức miễn phí buổi công chiếu bộ phim hòa nhạc Những kỷ nguyên của Taylor Swift của cô. Zoya Raza-Sheikh viết cho The Independent đã phát biểu rằng Swift "vẫn đi đầu trong việc đem lại trải nghiệm người hâm mộ để tiếp tục gia tăng lực lượng người theo dõi. Dù cho đó là lời mời riêng đến nhà của ca sĩ để tham gia các bữa tiệc nghe album, còn gọi là Secret Sessions, hay các buổi họp mặt trước biểu diễn, cô ấy vẫn tiếp tục đặt người hâm mộ của mình lên hàng đầu."

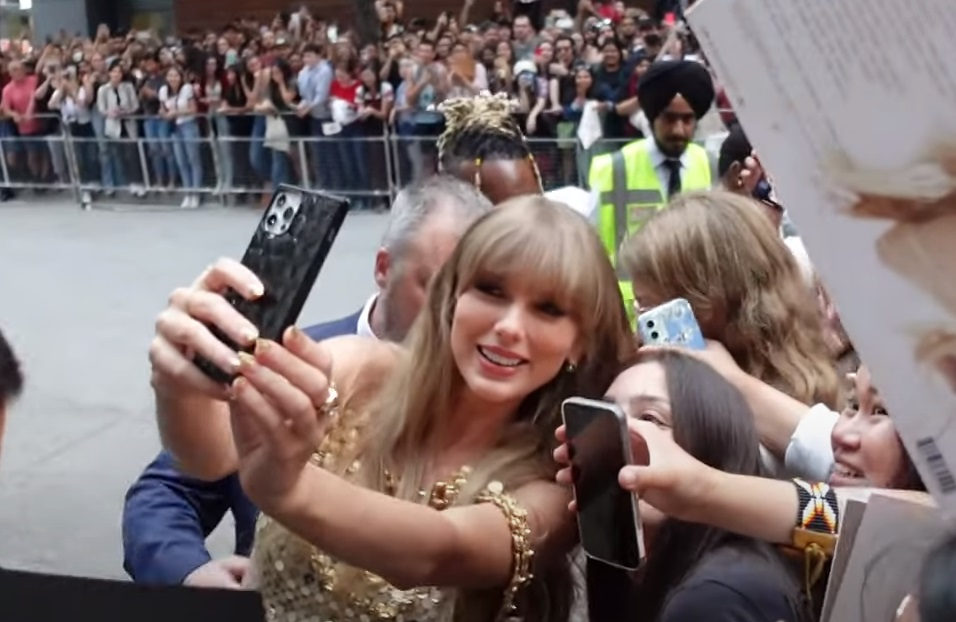
Swift chụp hình với fan bên ngoài liên hoan phim quốc tế Toronto năm 2022

Nhờ số lượng người hâm mộ đông đảo, Swift là một trong những người được theo dõi nhiều nhất trên mạng xã hội. Theo giám đốc điều hành bán vé Nathan Hubbard, Swift là nhạc sĩ đầu tiên "chỉ bán vé gần như trực tuyến." Nhà phê bình Brittany Spanos bên Rolling Stone cho rằng Swift đã phát triển cộng đồng người hâm mộ của mình trên mạng xã hội: "Cô ấy đã sử dụng Tumblr ngay từ thuở hoàng kim của nền tảng đó. Khỏi bàn đến Twitter và hiện nay, cô ấy đang sử dụng TikTok để bình luận video của mọi người." Một phần Swifties thống trị ở TikTok được gọi là "SwiftTok". Các biệt danh thường được Swifties sử dụng cho Swift gồm có "Blondie" (do mái tóc màu vàng của cô), "T-Swizzle" (nhờ lời bài hát trong ca khúc parody "Thug Story" năm 2009 của Swift cùng với nhà sản xuất thu âm Người Mỹ T-Pain) và "Cả ngành công nghiệp âm nhạc" (nhờ vào sức ảnh hưởng của cô đối với ngành công nghiệp âm nhạc). Các Swifties người Trung Quốc đã gọi cô là "Môi Môi" (霉霉, Meimei), cách chơi chữ của chữ Hán "Môi" (霉, Mei) có nghĩa là "kém may mắn" do phương tiện truyền thông Trung Quốc quen gọi như vậy.
Swift sẵn sàng quyên góp chi phí trang trải các khoản vay học tập, hóa đơn y tế, tiền thuê nhà hoặc các loại chi tiêu khác cho người hâm mộ. Năm 2018, cô đã mua một căn nhà cho một fan vô gia cư và đang mang thai. Nhờ vào khoản đóng góp to lớn của Swift cho người hâm mộ mắc bệnh bạch cầu trên GoFundMe vào năm 2015 mà nền tảng huy động vốn từ cộng đồng phải nới lỏng chính sách lại. Năm 2023, hàng nghìn Swifties đã chung tay đóng góp 125.000 đô la Mỹ thông qua GoFundMe nhằm trao tặng gia đình của một người bạn Swiftie bị một tài xế say rượu tông chết trên đường về nhà sau buổi hòa nhạc của Swift. Phần lớn số lượt quyên góp trong đó đều là 13 đô la Mỹ, và đó cũng chính là con số yêu thích của Swift.

## Truyền thuyết và cộng đồng
Emily Yahr, The Washington Post (2022)
Nhiều tay viết báo cho rằng sự phô trương ầm ỹ xoay quanh sự nghiệp âm nhạc và người nổi tiếng của Swift đã trở thành một thế giới tách biệt. Họ còn gọi đó là một chủ đề "vũ trụ" âm nhạc để các Swifties phân tích suy luận. Bởi Swift nổi tiếng là người tận dụng muôn hình vạn trạng trứng phục sinh (easter egg) và "thân thiết với fan của ấy tới mức bất thường", nên cô đã trở thành nguồn gốc của thần thoại trong văn hóa đại chúng. Trang phục, phụ kiện, cách phát âm, mã màu và các con số đã trở thành các easter egg để Swift đặt vào nhạc phẩm của cô. Cộng đồng Swifties cũng nổi tiếng nhờ việc tung giả thuyết fan, mổ xẻ từng chút và lồng ghép nhiều yếu tố mà họ cho rằng đó là dấu hiệu hay easter egg. Theo cây viết Bruce Arthur của tờ Toronto Star, "Swift được các fan theo dõi, và các fan lại là người tôn vinh dâng hiến bản chất thần thoại của cô ấy lên vị thế tầm cỡ nghệ thuật Đế quốc Đông La Mã (Byzantine), vừa phức tạp vừa hóc búa vừa tựa như Chúa Cứu thế."
Glamour và The Washington Post đã gọi truyền thuyết là Vũ trụ Điện ảnh Taylor Swift. Entertainment Weekly bảo rằng đó là Vũ trụ âm nhạc Taylor Swift, "một ngôi sao nhạc pop nổi tiếng cùng với tài năng đưa ra gợi ý phi thường, còn người hâm mộ [của cô ấy] thì biến mọi thông tin trở thành một cuộc khai quật khảo cổ trên mạng trực tuyến." Phía The Guardian, Adrian Horton cho rằng "Swiftverse" là một tiểu văn hóa của truyền thông được xây dựng nên nhờ "nhiều năm gầy dựng thế giới và củng cố truyền thuyết Swiftian", còn Alim Kheraj thì viết báo rằng Swift đã biến nhạc pop trở thành "một trò chơi giải đố nhiều người chơi" với sự tham gia của lực lượng fan hâm mộ, và đó cũng là chuyện mà nhiều nghệ sĩ khác cũng muốn có được và đã cố thực hiện.
Cây viết tạp chí Andrew Unterberger bên Spin cho rằng biểu tượng là "những yếu tố không thể tách rời trong trải nghiệm của Taylor Swift" và là chìa khóa để hiểu các tác phẩm ca nhạc của cô. Theo Caroline Mimbs Nyce bên The Atlantic, cộng đồng người hâm mộ của Swift là một cận metaverse, là "một cộng đồng ảo khổng lồ được tách ra từ một nền tảng duy nhất dựa trên thế giới xung quanh Taylor Swift, chỉ còn thiếu đúng không gian ảo 3D để tham gia nữa thôi." Ở góc nhìn của Yahr, Swift là người thích lồng ghép "manh mối, gợi ý và câu đố" vào tác phẩm, các bài đăng trên mạng xã hội và các cuộc phỏng vấn của cô. Bên cạnh đó, cô là người ưa chuộng trong việc xây dựng tượng đài huyền thoại về bản thân mà người hâm mộ tin rằng có thể ẩn chứa ý nghĩa nào đó bên trong và họ sẽ cố gắng giải mã. Ví dụ như ngày phát hành, tiêu đề bài hát hoặc album hoặc một yếu tố nghệ thuật nào đó. Madeline Merinuk của Today đã để ý những quả trứng phục sinh của Swift, lúc đầu chỉ đơn giản là những thông điệp ngắn ẩn trong bao bì đĩa CD phức tạp, qua nhiều thời gian thì đã trở nên sáng tạo và phức tạp hơn nhiều. Các phương tiện đã gọi những bài phân tích chuyên môn là "Swiftology". Đơn cử "chiếc khăn quàng cổ" trong lời bài hát "All Too Well" đã là một chủ đề thần thoại.
Swift cũng là một ca sĩ đi đầu trong việc chọn chủ đề ra mắt và quảng bá album, hay còn gọi là "những kỷ nguyên". Mỗi kỷ nguyên được đặc trưng theo gu thẩm mỹ, bảng màu, tâm trạng và phong cách thời trang. Swift còn là người luôn sẵn sàng thay mới hình tượng và phong cách của bản thân xuyên suốt sự nghiệp, khiến cho Ashley Lutz đảm nhận tạp chí Fortune phải công nhận rằng hành động đó đã giúp mở rộng nhiều đối tượng hâm mộ của cô. Biên tập viên cấp cao của Today tên Elena Nicolaou đã lên bài báo cho biết phần lớn Swifties đều thuộc thế hệ Millennials, và họ đã đưa văn hóa Swiftie vào các lễ cưới và những sự kiện khác của họ ở ngoài đời.

### Đặc điểm xã hội học

Swifties tự làm chia sẻ các vòng tay tình bạn tại The Eras Tour (2023–2024) nhờ cảm hứng từ ca khúc "You're on Your Own, Kid". Số 13 là số may mắn cũng như yêu thích nhất của Swift, đồng thời cũng thường được fan bàn tán tới.

Swifties được cho là một cộng đồng người hâm mộ trung thành với độ hoạt động sôi nổi cũng như sáng tạo cùng Swift rất cao. Những người hâm mộ cuồng nhiệt ở nước ngoài như Trung Quốc sẵn sàng dịch lời bài hát của Swift và tổ chức các sự kiện quy mô lớn liên quan đến nữ ca sĩ thần tượng. Hành động Swifties đón nhận nồng nhiệt album Reputation ra mắt sau vụ tranh cãi năm 2016 đã chứng tỏ một điều rằng: Không cần biết Swift đã thay đổi trong tông màu nghệ thuật cũng như công chúng nhận thức hình tượng của cô ra sao, họ vẫn giữ cam kết trung thành tuyệt đối với nữ ca sĩ thần tượng. Billboard đã viết rằng, việc các album tái thu âm thành công chưa từng có chính là bằng chứng rõ ràng hơn của lòng trung thành của các Swifties đối với Swift. Theo lời phát biểu của Willman, việc tái thu âm thành công đã lan truyền cảm hứng cho các nghệ sĩ khác đi "vũ khí hóa người hâm mộ trong các tranh chấp kinh doanh của họ". Tác giả Amanda Petrusich cho rằng lòng trung thành của Swifties vừa "mạnh mẽ vừa đáng sợ". Cây viết phê bình từ trang The Guardian mang tên Rachel Aroesti cho hay, "Bạn không thể tranh cãi với lượng người hâm mộ của cô ấy được. Họ không những là những người cực kỳ cuồng tín mà lại còn đông đúc đến khó tin."

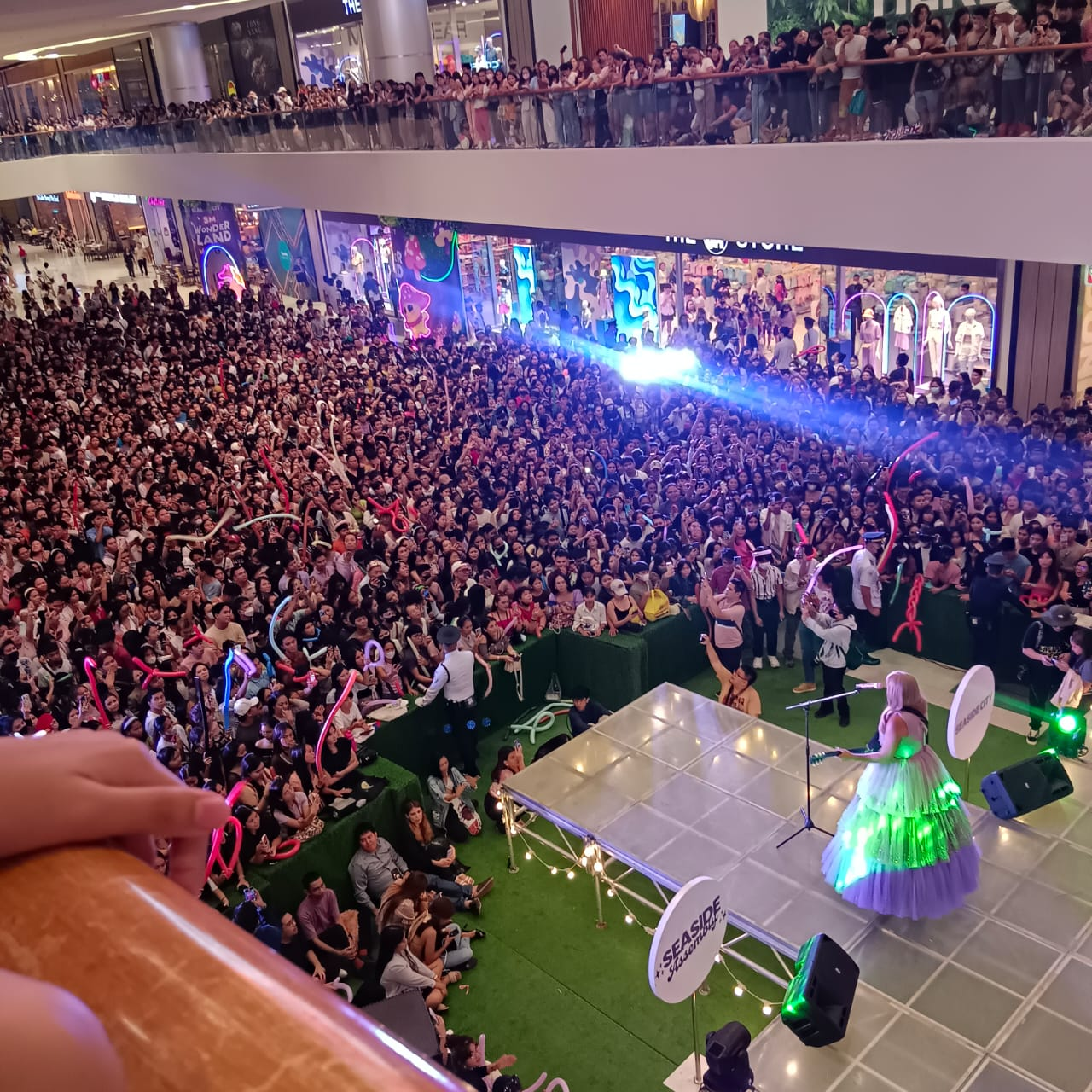
Drag queen người Philippines Taylor Sheesh chuyên đóng giả Swift đã trở nên nổi tiếng là nhờ Swifties.

Nhiều nguồn xuất bản đã gọi hiện tượng chủ nghĩa tiêu dùng mua sắm hoặc tham gia bất cứ thứ gì liên quan tới Swift chính là "Hiệu ứng Taylor Swift". Theo các nhà khoa học kinh doanh Brendan Canavan và Claire McCamley, mối quan hệ giữa Swift và Swifties đại diện cho chủ nghĩa tiêu dùng hậu hiện đại. Nhà xã hội học Brian Donovan cho rằng, "Sự điên cuồng diễn ra xoay quanh Swift trong việc tôn thờ anh hùng đầy bất chấp mặc dù có thể dễ dàng cho qua một bên. Thật vậy, các Swifties đã cho thấy sức mạnh của cộng đồng người hâm mộ trong việc tạo ra các mối liên kết xã hội còn vươn ra xa khỏi chủ nghĩa tiêu thụ." Anh ca ngợi khả năng của Swift trong việc "tận dụng hiệu quả tư duy sưu tầm của cộng đồng người hâm mộ cô ấy". Arthur cho biết, "Dù mọi người thích nhìn nhận Swifties là một trường hợp cực đoan nhưng về hình thức hoạt động [của nhóm fan này] thì lại giống như [nhóm fan] trong thể thao."
Sự cuồng nhiệt của người hâm mộ Swift (gọi là "Swiftmania") được nhiều nhà báo đơn cử như Jon Bream của Star Tribune cho là tương đồng với Beatlemania phiên bản thế kỷ 21. Bream cho rằng "Swift đã đạt được một nền văn hóa độc canh không thể tưởng tượng được: một sự chuyển đổi của hệ chủ nghĩa tư tưởng thời đại Beatlemania". Các chương trình truyền hình và loạt phim nào mà có sự tham gia của Swift thường đạt được lượng người xem cao nhất là nhờ Swifties. Ngoài những nghệ sĩ âm nhạc coi Swift là người có ảnh hưởng, chẳng hạn như Olivia Rodrigo, Halsey và Camila Cabello, nhiều ngôi sao khác cùng tự nhận bản thân là Swifties.

## Tác động đối với ngành công nghiệp
Swifties là nhân tố hàng đầu trong việc thành công thương mại của Swift, nhờ vào sự ủng hộ rộng rãi của họ dành cho cô. Swift còn nổi tiếng là nghệ sĩ có doanh số tiêu thụ đĩa CD và đĩa than cao ngất ngưỡng bất chấp bối cảnh làng nhạc thế kỷ 21 đã đa phần chuyển đổi sang công nghiệp kỹ thuật số. Từ 2014 đến 2015, Swift đã đấu tranh với các ông lớn dịch vụ phát nhạc trực tuyến Spotify và Apple Music nhằm thay đổi luật để bảo vệ tính toàn vẹn nghệ thuật dành cho nghệ sĩ âm nhạc. Cô đích thân tuyên bố album nhạc pop đầu tiên của cô 1989 sẽ không được đưa lên Spotify nhằm phản đối chính sách trả công "nhỏ giọt" của nền tảng dành cho nhạc sĩ. Một số nhà báo chẳng hạn như Nilay Patel bên Vox đã chỉ trích quan điểm của Swift khi cho rằng Internet đã giết chết định dạng album và nhiều người hâm mộ sẽ chẳng còn muốn đi mua đĩa CD của Swift nữa. Nhiều gương mặt trong ngành cảm thấy rằng việc Swift dứt áo rời khỏi làng nhạc đồng quê và nền tảng phát trực tuyến sẽ gây ảnh hưởng đến doanh số bán album của cô. Đến cả các tờ báo còn dự đoán 1989 sẽ không thể bán được hơn triệu bản tuần đầu tương tự như các album Speak Now (2010) và Red (2012) trước đó của cô. Tuy nhiên, album 1989 của Swift vẫn đạt được thành công chưa từng có bất chấp thiếu đi phát trực tuyến, là nhờ được fan mua sắm CD từ Target và tiêu thụ được 1,28 triệu bản trong tuần đầu. Trong thập niên 2020, Swifties cũng được ghi nhận là một trong nguyên nhân dẫn đến sự hồi sinh của đĩa nhạc vinyl. Các phiên bản LP album của Swift được lên kệ độc quyền tại những doanh nghiệp nhỏ, góp phần tạo doanh thu cho họ.
Người hâm mộ của Swift còn giúp gia tăng độ lan tỏa cuộc tranh chấp bản thu hoàn chỉnh năm 2019 của cô với Big Machine và doanh nhân người Mỹ Scooter Braun, đồng thời họ còn giúp Swift đạt được thành công sau nhiều nỗ lực tái thu âm. Một bản kiến nghị trực tuyến do một người hâm mộ đưa ra trên trang web Change.org, trong đó yêu cầu Braun và Borchetta "ngừng bắt giữ nghệ thuật của Swift làm con tin", đã thu hút 35.000 lượt ủng hộ ký tên trong vòng ba tiếng đầu tiên. Giám đốc điều hành Michael Jones của Change.org đã cho rằng cuộc vận động là "một trong những kiến nghị bùng nổ nhất trên nền tảng trong tháng này". Tuy nhiên, Braun tuyên bố rằng Swift đã "vũ khí hóa" người hâm mộ của mình bằng cách công khai tranh chấp. Swifties cũng giúp phát hiện ra Tập đoàn Carlyle (đối tác làm ăn của Braun) đã cung cấp vũ khí cho nội chiến tại Yemen, và được chính các tờ báo như The New York Times đưa tin xác nhận.
Các hoạt động của Swift, gồm âm nhạc lẫn các chuyến lưu diễn hòa nhạc như The Eras Tour, đã gây tác động đến nền kinh tế. Nguyên nhân được đưa ra là do Swifties làm nhu cầu đi du lịch, thuê nhà ở, mua sắm mỹ phẩm, thời trang và đồ ăn gia tăng "đột biến" giúp thúc đẩy mạnh mẽ doanh thu du lịch tại các thành phố lên cao ngất ngưỡng. Los Angeles Times phát biểu rằng Swifties là một mô hình kinh tế vi mô. Tháng 11 năm 2022, câu chuyện quản lý đợt bán vé trước The Eras Tour đầy yếu kém của Ticketmaster đã vấp phải chỉ trích và giám sát rộng rãi của công chúng và chính trị. Do nhu cầu của fan "cao đến mức ra tới ngoài vũ trụ" nên trang web Ticketmaster đã bị sập mà vẫn bán được 2,4 triệu vé, khiến Swift phá kỷ lục trở thành nghệ sĩ có số lượng vé hòa nhạc bán ra nhiều nhất trong một ngày. Ticketmaster lên tiếng cho rằng vụ sập web là do lưu lượng truy cập internet "chưa từng có trong lịch sử". Người hâm mộ và các nhóm tổ chức người tiêu dùng đã cáo buộc Ticketmaster lừa dối và độc quyền. Sức phẫn nộ của người hâm mộ đã khiến cho một số thành viên Quốc hội Hoa Kỳ tuyên bố rằng việc sáp nhập của Ticketmaster và công ty mẹ Live Nation Entertainment đã dẫn đến dịch vụ không đạt tiêu chuẩn và đẩy giá vé cao. Bộ Tư pháp Hoa Kỳ đã tổ chức điều tra bên phía Live Nation–Ticketmaster, trong khi một số người hâm mộ đã đâm đơn kiện các công ty về tội cố ý lừa dối, gian lận, ấn định giá và vi phạm luật chống độc quyền. Dưới sức ép của tổng thống Mỹ Joe Biden, Ticketmaster và các công ty bán vé khác đã đồng ý chấm dứt phí rác (junk fees), tức là các khoản phí bổ sung được tiết lộ khi kết thúc quá trình mua vé. Entertainment Weekly và The A.V. Club đề xuất "Swifties vs. Ticketmaster" là một trong những tin tức văn hóa lớn nhất năm 2022. Nhà báo CNN Allison Morrow đã viết trong một bài báo có tựa đề "One Nation, Under Swift" rằng người hâm mộ đoàn kết các bên chống lại Ticketmaster theo cách mà "Nhóm lập quốc đã không lường trước được".
Sau khi chứng kiến xu hướng bữa tiệc khiêu vũ theo chủ đề Swift trên thế giới càng ngày càng tăng, các nhà bình luận trong ngành nhận thấy rằng vị thế văn hóa của Swift đã trở thành yếu tố quan trọng trong bối cảnh âm nhạc thế kỷ 21, giúp cho các hộp đêm thu lợi nhuận từ cô bằng cách tổ chức các sự kiện chuyên biệt dành cho người hâm mộ. Điển hình là một bữa tiệc có tên gọi "Swiftogeddon", khởi điểm chỉ là một sự kiện Swiftie chỉ diễn ra một lần tại Luân Đôn mà giờ đã phát triển thành chuyến tham quan câu lạc bộ ban đêm trên toàn nước Anh cháy sạch vé vào mỗi cuối tuần. Các chương trình truyền hình thực tế Mỹ như Dancing with the Stars và The Voice đã tổ chức các đêm đặc biệt theo chủ đề Swift vào năm 2023. Xu hướng của cộng đồng Swifties cũng đã truyền cảm hứng cho nhiều thương hiệu khác nhau. The A.V. Club tuyên bố rằng "thông thường, các ngôi sao nhạc pop là sản phẩm và fandom là người tiêu dùng", nhưng mà Swifties là sản phẩm của chính họ. Ví dụ, cụm từ "seemingly ranch" đã nên phổ biến sau khi một tài khoản hâm mộ trên Twitter sử dụng để viết mô tả hình chụp đồ ăn nhanh của Swift tại trận đấu Giải Bóng bầu dục Quốc gia (NFL), kéo theo đó là một loạt các meme và khiến cho các công ty đồ ăn như Heinz, McDonald's, KFC, Hidden Valley và Primal Kitchen phải bắt chước áp dụng lên sản phẩm và quá trình tiếp thị của họ.

## Nhân khẩu học
Theo một cuộc khảo sát năm 2023 của Morning Consult tại Hoa Kỳ, 53% người trưởng thành tự nhận mình là fan của Swift, trong đó hết 44% cho rằng bản thân là Swifties và 16% là fan "cuồng nhiệt" của cô. Trong số những người hâm mộ thì nữ chiếm 52% và nam chiếm 48%. Về mặt chủng tộc, 74% người hâm mộ là người da trắng, 13% là người da đen, 9% là người gốc Á, và 4% là thuộc chủng tộc khác. Ở chính trị, xấp xỉ khoảng 55% người hâm mộ Swift ở Mỹ là đảng viên Đảng Dân chủ, 23% là đảng viên Đảng Cộng hòa và 23% là người bỏ phiếu độc lập. Về mặt thế hệ, 45% thuộc thế hệ Millenials, 23% thuộc thế hệ bùng nổ trẻ sơ sinh, 21% thuộc thế hệ X và 11% thuộc thế hệ Z. Các nhà báo cũng từng ghi nhận sự gia tăng lượng người hâm mộ của Swift thuộc thế hệ X và thế hệ bùng nổ trẻ sơ sinh, được gọi là "các Swifties thâm niên".

### Vai trò chính trị
Brooke Schultz bên Associated Press tuyên bố Swifties là nhóm cử tri có sức ảnh hưởng lớn trong nền chính trị Hoa Kỳ khi cho rằng "sức mạnh và quy mô tuyệt đối của cộng đồng người hâm mộ cô Swift đã dấy lên những cuộc bàn tán xôn xao về bất bình đẳng kinh tế, dường như hoàn toàn là tượng trưng cho vụ việc Ticketmaster". Theo cuộc khảo sát của The Times vào năm 2023, 53% người Mỹ trưởng thành tự nhận mình là "fan" của Swift, một con số tỷ lệ mà nhà báo Ellie Austin cho rằng đến cả Biden lẫn Trump "cũng phải nằm mơ mới có được". Austin giải thích rằng mặc dù bản thân Swift đi theo cánh tả nhưng một số người bảo thủ vẫn "thèm muốn" cô, khiến nữ ca sĩ trở thành nhân tố quyết định trong nền chính trị Hoa Kỳ. Tháng 5 năm 2023, Texas đã thông qua dự luật có tiêu đề "Save Our Swifties" nhằm cấm sử dụng bot để mua vé số lượng lớn. Các dự luật tương tự đã được đưa ra ở nhiều tiểu bang khác nhau của Hoa Kỳ và Quốc hội Hoa Kỳ. Trên phương diện quốc tế, các ứng cử viên tổng thống như Gabriel Boric ở Chile và Leni Robredo ở Philippines đã kêu gọi hoặc quảng bá bản thân với Swifties trong các chiến dịch bầu cử tương ứng của họ.

## Giải thưởng và đề cử
| Lễ trao giải                               | Năm  | Hạng mục                                                  | Kết quả      | Nguồn   |
| ------------------------------------------ | ---- | --------------------------------------------------------- | ------------ | ------- |
| Capricho Awards de Gato Nacional           | 2020 | Cộng đồng người hâm mộ của năm                            | Đề cử        | [ 146 ] |
| Giải thưởng Âm nhạc iHeartRadio            | 2014 | Đội quân hâm mộ xuất sắc nhất                             | Đề cử        | [ 147 ] |
| Giải thưởng Âm nhạc iHeartRadio            | 2015 | Đội quân hâm mộ xuất sắc nhất                             | Đề cử        | [ 148 ] |
| Giải thưởng Âm nhạc iHeartRadio            | 2016 | Đội quân hâm mộ xuất sắc nhất                             | Đề cử        | [ 149 ] |
| Giải thưởng Âm nhạc iHeartRadio            | 2018 | Đội quân hâm mộ xuất sắc nhất                             | Đề cử        | [ 150 ] |
| Giải thưởng Âm nhạc iHeartRadio            | 2019 | Đội quân hâm mộ xuất sắc nhất                             | Đề cử        | [ 151 ] |
| Giải thưởng Âm nhạc iHeartRadio            | 2020 | Đội quân hâm mộ xuất sắc nhất                             | Đề cử        | [ 152 ] |
| Giải thưởng Âm nhạc iHeartRadio            | 2021 | Đội quân hâm mộ xuất sắc nhất                             | Đề cử        | [ 153 ] |
| Giải thưởng Âm nhạc iHeartRadio            | 2022 | Đội quân hâm mộ xuất sắc nhất                             | Đề cử        | [ 154 ] |
| Giải thưởng Âm nhạc iHeartRadio            | 2023 | Đội quân hâm mộ xuất sắc nhất                             | Đề cử        | [ 155 ] |
| Giải thưởng Âm nhạc iHeartRadio            | 2024 | Đội quân hâm mộ xuất sắc nhất                             | Chưa công bố | [ 156 ] |
| Giải thưởng Âm nhạc MTV Châu Âu            | 2015 | Những người hâm mộ lớn nhất                               | Đề cử        | [ 157 ] |
| Giải thưởng Âm nhạc MTV Châu Âu            | 2017 | Những người hâm mộ lớn nhất                               | Đề cử        | [ 158 ] |
| Giải thưởng Âm nhạc MTV Châu Âu            | 2018 | Những người hâm mộ lớn nhất                               | Đề cử        | [ 159 ] |
| Giải thưởng Âm nhạc MTV Châu Âu            | 2019 | Những người hâm mộ lớn nhất                               | Đề cử        | [ 160 ] |
| Giải thưởng Âm nhạc MTV Châu Âu            | 2020 | Những người hâm mộ lớn nhất                               | Đề cử        | [ 161 ] |
| Giải thưởng Âm nhạc MTV Châu Âu            | 2021 | Những người hâm mộ lớn nhất                               | Đề cử        | [ 162 ] |
| Giải thưởng Âm nhạc MTV Châu Âu            | 2022 | Những người hâm mộ lớn nhất                               | Đề cử        | [ 163 ] |
| Giải thưởng Âm nhạc MTV Châu Âu            | 2023 | Những người hâm mộ lớn nhất                               | Đề cử        | [ 164 ] |
| Giải thưởng Cộng đồng người hâm mộ của MTV | 2015 | Đội quân cộng đồng người hâm mộ của năm                   | Đề cử        | [ 165 ] |
| Nickelodeon Australian Kids' Choice Awards | 2015 | Đội quân người hâm mộ được yêu thích nhất của Aussie/Kiwi | Đề cử        | [ 166 ] |
| Nickelodeon Mexico Kids' Choice Awards     | 2023 | Fandom chủ                                                | Đề cử        | [ 167 ] |
| Nickelodeon UK Kids' Choice Awards         | 2015 | Đội quân người hâm mộ yêu thích tại Anh                   | Đề cử        | [ 168 ] |
| Giải thưởng Âm nhạc O                      | 2012 | Đội quân người hâm mộ                                     | Đề cử        | [ 169 ] |
| Giải thưởng Âm nhạc O                      | 2012 | Người hâm mộ tiếp cận cuồng nhiệt nhất                    | Đoạt giải    | [ 169 ] |
| Giải thưởng Âm nhạc Radio Disney           | 2014 | Người hâm mộ cuồng nhiệt nhất                             | Đoạt giải    | [ 170 ] |
| Giải thưởng Âm nhạc Radio Disney           | 2016 | Người hâm mộ cuồng nhiệt nhất                             | Đề cử        | [ 171 ] |
| Teen Choice Awards                         | 2014 | Những người hâm mộ cuồng nhiệt nhất được lựa chọn         | Đề cử        | [ 172 ] |
| Teen Choice Awards                         | 2018 | Cộng đồng người hâm mộ được lựa chọn                      | Đề cử        | [ 173 ] |
| Teen Choice Awards                         | 2019 | Cộng đồng người hâm mộ được lựa chọn                      | Đề cử        | [ 174 ] |

## Chỉ trích
Swifties đã vấp phải chỉ trích vì một số hành vi nhất định. Nhiều nhà báo đã lên án một số hành động ngoài đời mà Swifties dành cho Swift gồm có xâm phạm đời tư thần tượng quá mức. Người hâm mộ cũng hay bao vây tại nhiều địa điểm công cộng nơi thần tượng xuất hiện. Chính Swift đã lên tiếng về vấn đề thiếu sự riêng tư nhiều lần. Trong bộ phim tài liệu Miss Americana, lúc Swift rời khỏi căn hộ Tribeca đầy fan và phóng viên bao vây ngoài cửa thì cô bảo cô "cực kỳ hiểu được sự thật rằng điều đó là không bình thường chút nào." Một số Swifties cũng bị chỉ trích vì những hành vi tấn công, quấy rối, đưa những lời dọa giết và doxing những ngôi sao, nhà báo hay người dùng Internet bắt nguồn từ nhiều lý do, chủ yếu là do những người vừa kể buông lời không hay về Swift. Sau cuộc tranh chấp quyền sở hữu tác phẩm, Braun tuyên bố rằng anh đã nhận được những lời dọa giết từ Swifties. Vice gọi fandom là một "cộng đồng tuy chào đón bình đẳng nhưng vẫn là một cộng đồng khép kín và bị giam giữ vào nỗi đau của văn hóa người nổi tiếng vừa phi thực tế vừa ám ảnh".

### Gaylor
Gaylor là một thuyết âm mưu cho rằng Swift là một người đồng tính kín. Một nhóm nhỏ Swifties tự gọi mình là "Gaylor" đã ủng hộ và quảng bá tin đồn này khi bảo rằng Swift đang thả "dấu hiệu" cho thấy cô thuộc giới tính thứ ba thông qua âm nhạc, lối sống. Trong khi đó, nữ ca sĩ lên tiếng bảo rằng cô không phải là người thuộc cộng đồng LGBT mà cô là đồng minh của LGBT. Các Gaylor đặc biệt tập trung đẩy thuyền Swift với Karlie Kloss, Dianna Agron hoặc cả hai người, cho rằng Swift đã từng hẹn hò với họ trong quá khứ và chỉ trích nữ ca sĩ thần tượng vì queerbaiting nếu như cô lên tiếng mình không đồng tính. Đa số Swifties cũng chỉ trích thuyết âm mưu Gaylor vì quá lố, độc hại và thiếu tôn trọng Swift. Các nhà báo cũng bác bỏ vì thuyết âm mưu đã xâm phạm đời tư người khác và vô căn cứ. Các Gaylor đã lên tiếng rằng thông qua một số bài hát của Swift thì họ đã xác nhận nữ ca sĩ yêu phụ nữ và có quan hệ tình cảm với các nữ diễn viên Emma Stone và Cara Delevigne. Họ khẳng định rằng bài hát năm 2023 của Swift "When Emma Falls in Love" là lời thú nhận tình cảm giữa cô với Stone mặc dù Swift và Stone chỉ gọi nhau là bạn thân trên các phương tiện truyền thông. Tuy nhiên, phần lớn Swifties đã thực sự xem cuộc tình trong quá khứ giữa Stone và diễn viên Andrew Garfield mới chính là nguồn cảm hứng cho bài hát. Trong phần mở đầu của album 1989 (Taylor's Version), Swift khẳng định rằng tình bạn với các đồng nghiệp nữ của cô đã bị tình dục hóa theo cách tương tự như truyền thông lá cải đồn đoán đưa tin rộng rãi giữa Swift với đồng nghiệp nam. Một bài báo mang tựa đề "Look What We Make Taylor Swift Do" vào tháng 1 năm 2024 trên The New York Times do Anna Marks biên tập đã suy đoán Swift là một người đồng tính kín hoàn toàn dựa trên cách nhìn nhận lời bài hát và gu thẩm mỹ của Swift của Marks. Bài báo này đã vấp phải những chỉ trích từ Swifties và những độc giả khác. CNN Business đưa tin rằng những người quản lý của Swift cảm thấy bài báo "xâm phạm đời tư, không đúng sự thật và không phù hợp". Các Gaylor thậm chí còn cho rằng Swifties bày tỏ kỳ thị đồng tính với họ.

## Nghiên cứu học thuật
Swifties là chủ đề được báo chí và giới hàn lâm quan tâm. Họ tập trung nghiên cứu Swifties về vốn xã hội, đặc điểm tiêu dùng và quan hệ nhân sinh. Theo các nhà nghiên cứu Cristina López và Avneesh Chandra về văn hóa Internet, "hoạt động sáng tạo nội dung phong phú, hiểu biết về kỹ thuật số, năng suất tổ chức và đôi khi là những hành vi xấu xa trên mạng [của các Swifties]" cũng là đối tượng đáng để nghiên cứu. Donovan phân biệt "những người hâm mộ Taylor Swift" với Swifties, cho rằng Swifties là một tiểu văn hóa đặc trưng nhờ vào hiện tượng sôi nổi theo tập thể, không giống như những cộng đồng người hâm mộ khác. Một số nhà ngôn ngữ học gọi ngôn ngữ dựa trên lời bài hát và do người hâm mộ mã hóa của Swifties là "fanilect". López và Chandra đã xuất bản một bản đồ mạng lưới vào năm 2023 và chia Swifties thành sáu phe phái riêng biệt dựa trên các tương tác trực tuyến và chủ đề thảo luận. Nhiều trường đại học đã từng tổ chức các câu lạc bộ hâm mộ nhằm tôn vinh Swift.